# Jachting na Letních olympijských hrách 2020
Jachting na Letních olympijských hrách 2020 v Tokiu se konal od 25. července do 4. srpna 2021. 

## Medailisté

### Muži
| Kategorie   | Zlato                                            | Stříbro                                      | Bronz                                        |
| ----------- | ------------------------------------------------ | -------------------------------------------- | -------------------------------------------- |
| Třída RS-X  | Kiran Badloe · Nizozemsko (NED)                  | Thomas Goyard · Francie (FRA)                | Bi Kun · Čína (CHN)                          |
| Třída Laser | Matthew Wearn · Austrálie (AUS)                  | Tonči Stipanović · Chorvatsko (CRO)          | Hermann Tomasgaard · Norsko (NOR)            |
| Třída Finn  | Giles Scott · Velká Británie (GBR)               | Zsombor Berecz · Maďarsko (HUN)              | Joan Cardona Méndez · Španělsko (ESP)        |
| Třída 470   | Austrálie · Mathew Belcher · William Ryan        | Švédsko · Anton Dahlberg · Fredrik Bergström | Španělsko · Jordi Xammar · Nicolás Rodríguez |
| Třída 49er  | Velká Británie · Dylan Fletcher · Stuart Bithell | Nový Zéland · Peter Burling · Blair Tuke     | Německo · Erik Heil · Thomas Plößel          |

### Ženy
| Kategorie          | Zlato                                                 | Stříbro                                            | Bronz                                                 |
| ------------------ | ----------------------------------------------------- | -------------------------------------------------- | ----------------------------------------------------- |
| Třída RS-X         | Lu Yunxiu · Čína (CHN)                                | Charline Piconová · Francie (FRA)                  | Emma Wilsonová · Velká Británie (GBR)                 |
| Třída Laser Radial | Anne-Marie Rindomová · Dánsko (DEN)                   | Josefin Olssonová · Švédsko (SWE)                  | Marit Bouwmeesterová · Nizozemsko (NED)               |
| Třída 470          | Velká Británie · Hannah Millsová · Eilidh McIntyreová | Polsko · Agnieszka Skrzypulecová · Jolanta Ogarová | Francie · Camille Lecointreová · Aloïse Retornazová   |
| Třída 49erFX       | Brazílie · Martine Graelová · Kahena Kunzeová         | Německo · Tina Lutzová · Susann Beuckeová          | Nizozemsko · Annemiek Bekkeringová · Annette Duetzová |

### Mix
| Kategorie | Zlato                                     | Stříbro                                       | Bronz                                         |
| --------- | ----------------------------------------- | --------------------------------------------- | --------------------------------------------- |
| Nacra 17  | Itálie · Ruggero Tita · Caterina Bantiová | Velká Británie · John Gimson · Anna Burnetová | Německo · Paul Kohlhoff · Alica Stuhlemmerová |

## Přehled medailí
| Pořadí | Země           | Zlato | Stříbro | Bronz | Celkově |
| ------ | -------------- | ----- | ------- | ----- | ------- |
| 1      | Velká Británie | 3     | 1       | 1     | 5       |
| 2      | Austrálie      | 2     | 0       | 0     | 2       |
| 3      | Nizozemsko     | 1     | 0       | 2     | 3       |
| 4      | Čína           | 1     | 0       | 1     | 2       |
| 5      | Brazílie       | 1     | 0       | 0     | 1       |
| 5      | Dánsko         | 1     | 0       | 0     | 1       |
| 5      | Itálie         | 1     | 0       | 0     | 1       |
| 8      | Francie        | 0     | 2       | 1     | 3       |
| 9      | Švédsko        | 0     | 2       | 0     | 2       |
| 10     | Německo        | 0     | 1       | 2     | 3       |
| 11     | Chorvatsko     | 0     | 1       | 0     | 1       |
| 11     | Maďarsko       | 0     | 1       | 0     | 1       |
| 11     | Nový Zéland    | 0     | 1       | 0     | 1       |
| 11     | Polsko         | 0     | 1       | 0     | 1       |
| 15     | Španělsko      | 0     | 0       | 2     | 2       |
| 16     | Norsko         | 0     | 0       | 1     | 1       |
| celkem | celkem         | 10    | 10      | 10    | 30      |